# Meтро у Катанији
Метро у Катанији је метро линија која опслужује Катанију. Инфраструктура има карактеристике класичног или тешког метроа и у потпуности је на резервисаној и заштићеној локацији. Возови се могу конфигурисати са два или четири вагона, са максималним капацитетом од 442 односно 884 седишта. Линију користе само одређени возни паркови.
Траса која је у функцији иде између станица Stesicoro и Monte Po и дуга је 8,7 км и повезује историјски центар града са периферним округом Монте По, који се граничи са Мистербијанком. Линија је повезана једноколосечном деоницом од 1,82 км који води до луке, коришћен у првим годинама отварања, затворен након отварања двоколосечне деонице Galatea-Stesicoro; укупна дужина колосека је дакле 10,5 км. Радови на проширењу су у току како у правцу Аеродрома тако и у правцу Патерна.

## Услуге

### Путне карте
Улазнице 
- Карта за једно путовање кошта 1 евра
- Карта од 120 минута за два путовања по цени од 1,20 евра
- Дневна карта за 4 путовања кошта 3 евра
- Интегрисани аутобус + временска карта за метро (120 минута) кошта 1,20 евра[5]

Претплате 
- Месечна претплата важи тридесет узастопних дана по цени од 15 евра
- Тромесечна претплата кошта 40 евра
- Шестомесечна претплата кошта 75 евра
- Годишња претплата кошта 120 евра

### Радно време
Метро ради сваког дана, отвара се у 6:40 ујутру радним данима, у 8:30 ујутру празницима и затвара се са последњом вожњом у 22:30 од недеље до четвртка и у 1:00 у петак и суботу. Од понедељка до петка, возови саобраћају сваких 10 минута до 15 часова, а затим сваких 13 минута до краја саобраћаја и суботом и државним празницима.

## Проширења и пројекти
| Станица                        | Почетак рада | Отварање (очекивано) | Дужина  | Станице | Статус пројекта |
| ------------------------------ | ------------ | -------------------- | ------- | ------- | --------------- |
| Стесихор - Палестро            | 2016         | ?                    | 2,9 km  | 3       | У изградњи      |
| Монте По - Мистербианцо Центер | —            | ?                    | 2,1 km  | 2       | Уговорено       |
| Палестро-Аеродром              | —            | ?                    | 4,2 km  | 5       | Уговорено       |
| Мистербианцо Центер-Патерно    | 2024         | ?                    | 11,2 km | 5       | У изради        |

## Хронологија
- 13. децембар 1986: Почетак рада
- 27. јун 1999: инаугурација деонице Borgo - Porto
- 11. јул 1999: отварање метроа за јавност
- 1. децембар 2001: пуштање у промет електричних возова М.88
- 20. децембар 2016: инаугурација секције Галатеа – Стесицоро
- 30. март 2017: свечано отварање деонице Борго - Несима (са изузетком станице Цибали )
- 22. септембар 2019: Почиње редовно недељно отварање
- 27. јул 2021: инаугурација станице Цибали [9]
- 1. април 2022: пуштање у рад првог електричног воза ЦТ0
- 16. септембар 2022: апликација и нови електронски систем за продају карата ступају на снагу [10]
- 1. мај 2023: Ступање на снагу новог система за продају карата са КР кодом [11]
- 22. март 2024.: церемонија почетка радова на деоници Мистербианцо Центро-Патерно Ардиззоне [12]
- 22. јул 2024: отварање деонице Несима - Монте По [13]